# Virginia Slims of Florida
Virginia Slims of Florida je zaniklý ženský tenisový turnaj profesionálního okruhu WTA Tour, který se s roční periodicitou začal konat v roce 1984, kdy proběhl na antuce a v dalším období 1985–1995 byl hrán na otevřených dvorcích s tvrdým povrchem. Uskutečňoval se postupně v  několika floridských tenisových areálech s účastí padesáti šesti tenistek ve dvouhře a dvaceti osmi párů ve čtyřhře.
Před rokem 1984 byl turnaj hrán nepravidelně, poprvé v sezóně 1972 jako Virginia Slims of Jacksonville, v letech 1977–1978 pod názvem Virginia Slims of Florida a v roce 1979 pak se jménem Avon Championships of Florida.
Nejúspěšnější hráčkou turnaje se stala Němka Steffi Grafová se šesti singlovými vavříny. Mezi vítězkami také figurují trojnásobné šampiónky Američanka Chris Evertová a Argentinka Gabriela Sabatini.

## Dějiště konání
- 1972–1973 – Jacksonville
- 1977–1979 – Hollywood, koberec
- 1984:  Frenchman's Creek Beach & Country Club, Palm Beach Gardens, antuka
- 1985–1986 – Tennis Center at Crandon Park, Key Biscayne, tvrdý
- 1987–1992 – Boca Raton Resort & Club, Boca Raton, tvrdý
- 1993–1995 – Delray Beach Tennis Center, Delray Beach, tvrdý

## Přehled finále

### Dvouhra
| Rok             | vítězka                 | finalistka                   | výsledek      |
| --------------- | ----------------------- | ---------------------------- | ------------- |
| 1972            | Marie Neumannová        | Billie Jean Kingová          | 6-4, 6-3      |
| 1973            | Margaret Courtová       | Rosie Casalsová              | 5-7, 6-3, 6-1 |
| 1977            | Chris Evertová          | Margaret Courtová            | 6-3, 6-4      |
| 1978            | Evonne Goolagongová     | Virginia Wadeová             | 6-2, 6-3      |
| 1979            | Greer Stevensová        | Dianne Fromholtzová          | 6-4, 2-6, 6-4 |
| 1984            | Chris Evertová-Lloydová | Bonnie Gadusek               | 6–0, 6–1      |
| 1985            | Chris Evertová-Lloydová | Martina Navrátilová          | 6–2, 6–4      |
| 1986            | Chris Evertová-Lloydová | Steffi Grafová               | 6–3, 6–1      |
| 1987            | Steffi Grafová          | Helena Suková                | 6–2, 6–3      |
| ↓ WTA Tier II ↓ |                         |                              |               |
| 1988            | Gabriela Sabatini       | Steffi Grafová               | 2–6, 6–3, 6–1 |
| 1989            | Steffi Grafová          | Chris Evertová               | 4–6, 6–2, 6–3 |
| 1990            | Gabriela Sabatini       | Jennifer Capriatiová         | 6–4, 7–5      |
| ↓ WTA Tier I ↓  |                         |                              |               |
| 1991            | Gabriela Sabatini       | Steffi Grafová               | 6–4, 7–6      |
| 1992            | Steffi Grafová          | Conchita Martínezová         | 3–6, 6–2, 6–0 |
| ↓ WTA Tier II ↓ |                         |                              |               |
| 1993            | Steffi Grafová          | Arantxa Sánchezová Vicariová | 6–4, 6–3      |
| 1994            | Steffi Grafová          | Arantxa Sánchezová Vicariová | 6–3, 7–5      |
| 1995            | Steffi Grafová          | Conchita Martínezová         | 6–2, 6–4      |

### Čtyřhra
| Rok             | vítězky                                   | finalistky                                   | výsledek      |
| --------------- | ----------------------------------------- | -------------------------------------------- | ------------- |
| 1972            | Judy Tegartová Karen Krantzckeová         | Vicky Bernerová Billie Jean Kingová          | 7-5, 6-1      |
| 1973            | Rosie Casalsová Billie Jean Kingová       | Françoise Durrová Betty Stöveová             | 7-6, 5-7, 6-3 |
| 1977            | Martina Navrátilová Betty Stöveová        | Rosie Casalsová Chris Evertová               | 6-4, 3-6, 6-4 |
| 1978            | Rosie Casalsová Wendy Turnbullová         | Françoise Durrová Virginia Wadeová           | 6-2, 6-4      |
| 1979            | Tracy Austinová Betty Stöveová            | Rosie Casalsová Wendy Turnbullová            | 6-2, 2-6, 6-2 |
| 1984            | Betsy Nagelsenová Anne Whiteová           | Rosalyn Fairbanková Candy Reynoldsová        | 2–6, 6–2, 6–2 |
| 1985            | Kathy Jordanová Elizabeth Smylieová       | Světlana Parchomenková Larisa Savčenková     | 6–4, 7–6      |
| 1986            | Kathy Jordanová Elizabeth Smylieová       | Betsy Nagelsenová Barbara Potterová          | 7–6, 2–6, 6–2 |
| 1987            | Světlana Parchomenková Larisa Savčenková  | Chris Evertová-Lloydová Pam Shriverová       | 6–0, 3–6, 6–2 |
| ↓ WTA Tier II ↓ |                                           |                                              |               |
| 1988            | Katrina Adamsová Zina Garrisonová         | Claudia Kohdeová-Kilschová Helena Suková     | 4–6, 7–5, 6–4 |
| 1989            | Jana Novotná Helena Suková                | Jo Durieová Mary Joe Fernandezová            | 6–4, 6–2      |
| 1990            | Jana Novotná Helena Suková                | Elise Burginová Wendy Turnbullová            | 6–4, 6–2      |
| ↓ WTA Tier I ↓  |                                           |                                              |               |
| 1991            | Larisa Savčenková Nataša Zverevová        | Meredith McGrathová Anne Smithová            | 6–4, 7–6      |
| 1992            | Larisa Savčenková Nataša Zverevová        | Linda Harveyová-Wildová Conchita Martínezová | 6–2, 6–2      |
| ↓ WTA Tier II ↓ |                                           |                                              |               |
| 1993            | Gigi Fernándezová Nataša Zverevová        | Jana Novotná Larisa Savčenková               | 6–2, 6–2      |
| 1994            | Jana Novotná Arantxa Sánchezová Vicariová | Manon Bollegrafová Helena Suková             | 6–2, 6–0      |
| 1995            | Mary Joe Fernandezová Jana Novotná        | Lori McNeilová Larisa Savčenková             | 6–4, 6–0      |